# 芒萨拉库里耶尔
芒萨拉库里耶尔（法語：Mansat-la-Courrière，法語發音：[mɑ̃sa la kuʁjɛʁ]）是法国克勒兹省的一个市镇，属于盖雷区。

## 地理
芒萨拉库里耶尔（45°57'44"N, 1°48'24"E）面积9.42 平方千米，位于法国新阿基坦大区克勒兹省，该省份为法国中部省份，位于法國中央高原西北部，北起安德尔省和谢尔省，西接维埃纳省，南至科雷兹省，东临多姆山省，东北与阿列省接壤。
与芒萨拉库里耶尔接壤的市镇（或旧市镇、城区）包括：布尔加讷夫、福马聚拉、苏布雷博斯、托龙。

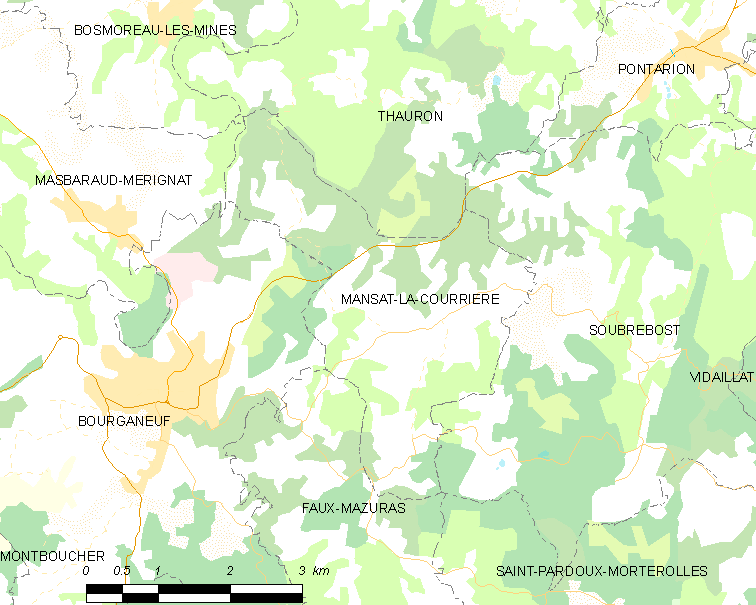
芒萨拉库里耶尔的OSM定位图

芒萨拉库里耶尔的时区为UTC+01:00、UTC+02:00（夏令时）。

## 行政
芒萨拉库里耶尔的邮政编码为23400，INSEE市镇编码为23122。

## 政治
芒萨拉库里耶尔所属的省级选区为布尔加讷夫县。

## 人口

1962-2008年间芒萨拉库里耶尔人口变化图示

芒萨拉库里耶尔于2022年1月1日时的人口数量为68人。